# Mandzsuk
A mandzsu nép (mandzsu:  Manju; egyszerűsített kínai: 满族; hagyományos kínai: 滿族; pinjin: Mǎnzú, mongol: Манж) a tunguz népcsoporthoz tartozik. Eredetileg Mandzsúriában éltek (ma Észak-Kína). A tizenhetedik században megdöntötték a Ming-dinasztiát és megalapították a Csing-dinasztiát, mely uralkodott Kína fölött egészen a császárság 1911-es megdöntéséig.
A mandzsuk nagyjából asszimilálódtak a többségi han népbe. A mandzsu nyelv majdnem kihalt, és mostanában csak izolált rurális helyeken beszélik Északkelet-Kínában. Kb. még tízezren beszélik a Sibe (Xibo) nyelvjárás a Hszincsiang-Ujgur Autonóm Terület tartomány Ili régiójában. Az utóbbi években viszont egyre többen érdeklődnek a mandzsu kultúra után, mind mandzsuk, mind hanok közt. Azoknak az embereknek a száma, kiknek mandzsu ősei voltak, relatíve nagy, és mivel a kisebbségek előnyöket élvezhetnek (könnyebben bejutnak az egyetemre, állami munkák), ezért egyre többen vallják magukat mandzsunak.

## Kultúra

### Életmód
Eredetileg Kína északkeleti, erdővel borított hegyvidékén élő lovasnomád nép. Mind a férfiak, mind a nők kiváló lovasok voltak. A gyermekeket már hat-hétéves koruktól elkezdték tanítani az íjjal való vadászatra, tizenéves korukban már lóhátról nyilaztak. Idővel letelepedtek és áttértek a földműves életmódra. Ma – hasonló arányban, mint a han többség -, mintegy hetven százalékuk foglalkozik földműveléssel. Fő terményeik: szójabab, cirok, kukorica, köles, alma és dohány. A távoli hegyekben élők fontos bevételi forrása a ginzeng- és gombagyűjtés. A képzettebb, városi lakosok főként hagyományos és modern iparágakban dolgoznak.

### A mandzsu viselet
A mandzsu férfiak hagyományos öltözéke egy hosszú köntös fölött viselt, szűk mandzsettájú kabát volt, amelyet övvel rögzítettek a derekukhoz, hogy alkalmas legyen a lovaglásra és a vadászatra. Hajukat hosszúra hagyták, és hátul összefonták. A Csing-dinasztia korában egész Kínában ez a hajviselet terjedt el. A nők a fejük tetejére tűzött kontyot, fülbevalót, hosszú köntöst és hímzett cipőt viseltek. A gazdagok kedvelt ruhaanyaga a lenvászon, a szegényeké a szarvasbőr volt. Miután a nomád életmódot elhagyták, a gazdagok selyembe és szaténbe, a szegények pamutba öltözködtek. Az egyszerű emberek átvették a han többség öltözékét, míg a hagyományos mandzsu köntös a han nők viseletévé vált.

### Szokások
A családokon belül szigorú rendje volt az idősek felé való tiszteletnyilvánításnak. A természetfölötti világgal sámánokon keresztül keresték a kapcsolatot. Minden falunak megvolt a maga sámánja, aki varázsigék kántálásával és dobszóval kísért rituális tánccal űzte el a gonosz szellemeket. Isteneiknek és őseiknek állatokat is áldoztak, ez a szokás Aihui tartományban egészen a kommunista hatalomátvételig fennmaradt. A Csing-dinasztia korában az udvar is alkalmazott mandzsu sámánokat. A mandzsuk kedvelt időtöltései közé tartozott a galoppozó lovakra való felugrás, valamint – aratás ünnepén és Újévkor - a lovas ugratás. A korcsolyázásnak szintén régi hagyománya van Mandzsúriában (és egész Kínában), a 19. században még a katonai kiképzésnek is részét képezte.

### A kang
A hagyományos mandzsu ház középen egy konyhából, jobbra és balra egy-egy szobából állt. A hálószobában álltak a kangok (kínaiul: kang, mandzsu nyelven: náhán): alulról fűthető, téglából épült ágyak (manapság némely helyen betonból is építik). Az idősebbek az északi, a fiatalabbak a déli, a vendégek a nyugati kangon alhattak. Esküvő napján a menyasszonynak órákon keresztül mozdulatlanul kellett ülnie a déli kangon, vőlegényére várva. Az ifjú pár ezután a kangon világító gyertya fényénél fogyasztotta el az esküvői bort. A mandzsuk senkit sem engedtek az északi vagy a nyugati kangon meghalni. A halottakat a kang mellé helyezték, majd – mivel hiedelmük szerint az ajtókat csak élő lelkek használhatták – az ablakon keresztül vitték ki őket a házból.

## Eredet
A mandzsuk elődjei a mongol sztyeppeken élő népek voltak. Az első ilyen nép a szusen volt, kik az időszámításunk előtti második és első évezred között éltek. Őket követte a yilou nép, időszámításunk szerint 202 és 220 között. A wuji következett az ötödik században, majd a mohe a hatodikban. A mohe nép egyik törzse, a heishiu, lett lassanként a dzsürcsi nép. A dzsürcsik hatalmas területeket hódítottak meg a 12. században és megalapították a Csin-dinasztiát, mely a Szung-dinasztiával vetélkedett, amíg a mongol invázió meg nem semmisítette őket. Dzsingisz kán örökösei megalapították a Jüan-dinasztiát, mely egész Kína fölött uralkodott, mig meg nem döntötte a Ming-dinasztia. A dzürcsi törzseket Nurhacsi egyesítette, majd fia, Hong Taiji elhatározta, hogy a dzsürcsik mandzsuknak fogják hívni magukat, és betiltotta a dzsürcsi név használatát. Csien-lung császár állításai szerint a "mandzsu" szó a kínai "man-csuból" ered, mely a kezdetleges dzsürcsi állam régi neve volt.

## ACsing-dinasztiamegalapítása
1616-ban Nurhacsi (1559-1626), a mandzsuk vezére elszakadt a széteső Ming-dinasztiától és megalapította a Kései Csin dinasztiát (後金 Hòu Jīn). Egyesítette a dzsürcsi törzseket és megalapította a mandzsu Zászlós rendszert. A zászlós rendszer új fajta katonai szervezet volt, mely képes volt ellenállni a fölényes számú Ming hadseregeknek. 1636-ban Nurhacsi fia, Hong Taiji, átrendezte a mandzsu katonaságot beszervezett mongolokat, koreaikat és hanokat is. Átnevezte dinasztiáját Csingnek, mely „tisztát” jelent.
Politikai okokból a korai mandzsu uralkodók olyan feleségeket vettek el, kiknek ősei a nagy mongol kánok voltak. Ily módon utódjai a mongol Jüan-dinasztia utódjai is voltak. A Csing-dinasztia alatt a mandzsu állam próbálta megóvni a mandzsu nyelvet és kultúrát. Ezek az erőfeszítések nagyjából sikertelenek voltak, mivel a mandzsuk lassan fölvették a környező han kínaiak szokásait és nyelvét, és a 19. században a mandzsu nyelvet már a császári palotában is ritkán  beszélték. Az írott mandzsut viszont használták a császár és a zászlós tisztek közt egészen a dinasztia bukásáig. A Csing-dinasztia hasonlóan kettős rendszert használt az állami bürokráciában, ahol minden mandzsu mellett egy kínai is szolgált. Mivel a mandzsuk száma sokkal kisebb volt, mint a hanoké, így a mandzsuk közül aránylag sokan dolgoztak az állam számára.
A Csing-dinasztia vége felé a kínai nacionalisták úgy néztek a mandzsukra, mint külső gyarmatosítókra, még amellett is, hogy sok mandzsu támogatta a köztársasági forradalmat. Ez az ellenzék gyorsan eltűnt az 1911-es forradalom után, és a Kínai Köztársaság megpróbálta beilleszteni a mandzsukat a saját nemzeti identitásába.